# Chevaline
Pour les articles homonymes, voir Chevalin pour l'adjectif.
Chevaline est une commune française située dans le département de la Haute-Savoie, en région Auvergne-Rhône-Alpes. Membre de la communauté de communes des Sources du Lac d'Annecy, la commune comptait 182 habitants en 2022. Elle se situe au bout du lac d'Annecy, sans en être riveraine, sur les pentes de la montagne du Charbon et les rebords de la plaine de Doussard. Elle est membre du parc naturel régional du massif des Bauges.

## Géographie

### Localisation
Le territoire communal de Chevaline est situé à l'est du massif des Bauges au sud du département de la Haute-Savoie, au débouché de la combe d'Ire au-dessus du lac d'Annecy. Son territoire s'étire du mont Trélod (2 181 m), en fond de vallée, jusqu'à la plaine de Doussard, entre la montagne du Charbon à l'ouest et la combe d'Ire. La plus grande partie de la commune est au-dessus de 1 000 mètres et se compose d'un vaste massif forestier. Chevaline se situe à mi-distance des communes d'Annecy et d'Albertville dans le département voisin de la Savoie. Les limites sud de la commune jouxte le département de la Savoie.
La commune est membre du parc naturel régional du massif des Bauges.

#### Communes limitrophes

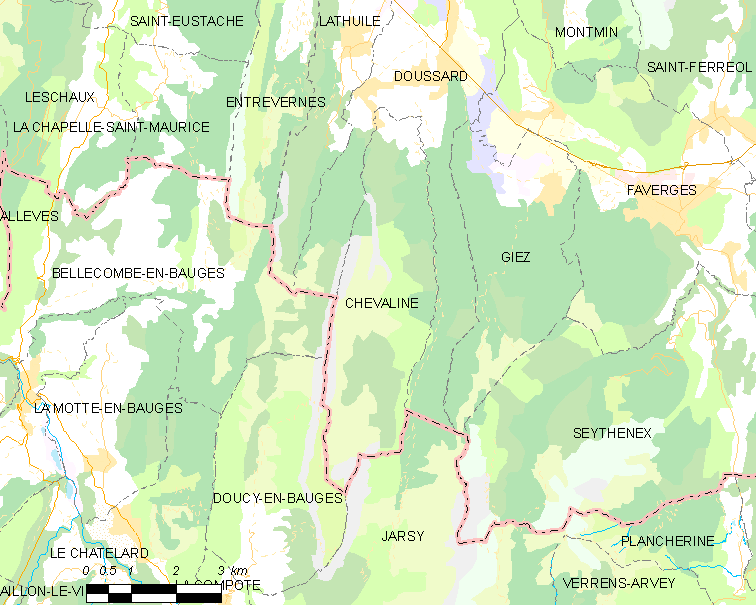
Chevaline et les communes voisines

Chevaline est une commune située en limite de département de la Haute-Savoie et du département voisin, la Savoie. Les communes qui l'entourent sont principalement Doussard pour la moitié de son territoire à l'ouest, au nord et à l'est. Pour la seconde partie sud de son territoire ce sont trois communes des Bauges, situées dans le département voisin qui la jouxte, Bellecombe-en-Bauges, Doucy-en-Bauges et Jarsy.

### Hydrographie, géologie et relief
Le bois et la combe d'Ire prennent le nom de la rivière l'Ire qui prend sa source au-dessous du col de Cherel, dans le massif des Bauges.

### Climat
La situation de Chevaline, d'une altitude médiane de 520 m, se trouve dans un climat continental montagnard caractérisé par une humidité marquée. Les hivers sont plus froids et neigeux, que ceux observés dans l'avant-pays, comme à Chambéry, et la saison estivale douce avec parfois des épisodes orageux. Les intersaisons (avril et octobre) sont aussi en moyenne plus humides.
L'amplitude thermique est proche de celle observée pour la ville d'Annecy, 20,7 °C.
Le tableau suivant donne les normales mensuelles de température et de précipitations pour la station de Chambéry (station météorologique de référence pour Météo-France) relevées sur la période 1981-2010. La station est située à environ 35 km au nord-est de Doussard, de l'autre côté du massif des Bauges, et elle se trouve à une altitude de 235 m.
| Mois                              | jan.  | fév.  | mars  | avril | mai   | juin | jui.  | août  | sep.  | oct.  | nov.  | déc.  | année   |
| --------------------------------- | ----- | ----- | ----- | ----- | ----- | ---- | ----- | ----- | ----- | ----- | ----- | ----- | ------- |
| Température minimale moyenne (°C) | −1,4  | −0,7  | 2,1   | 5,1   | 9,7   | 12,8 | 14,7  | 14,2  | 11    | 7,4   | 2,5   | −0,2  | 6,5     |
| Température maximale moyenne (°C) | 5,8   | 7,9   | 12,6  | 16,3  | 20,8  | 24,6 | 27,4  | 26,6  | 22    | 16,7  | 10,1  | 6,4   | 16,5    |
| Record de froid (°C)              | −19   | −14,4 | −10,3 | −4,6  | −1,4  | 2,8  | 5,4   | 5     | 1     | −4,3  | −10,8 | −13,5 | −19     |
| Record de chaleur (°C)            | 17,9  | 20,5  | 25,1  | 29,5  | 32,7  | 36,1 | 38,3  | 38,8  | 32    | 29    | 23,3  | 22,7  | 38,8    |
| Ensoleillement (h)                | 77,7  | 104,4 | 156,7 | 172,8 | 202,5 | 234  | 260,1 | 232,5 | 176,3 | 121,4 | 71,2  | 60,6  | 1 870,3 |
| Précipitations (mm)               | 102,6 | 91,5  | 100   | 92,2  | 104,2 | 94,8 | 86,6  | 91,7  | 111,8 | 122,6 | 105   | 118   | 1 221   |

### Voies de communication et transports
Chevaline est accessible par la route départementale 181, reliée à l'ex-RN 508 aujourd'hui Route départementale 1508 qui se dirige au nord vers Annecy et au sud vers Albertville, via Faverges. Dans cette direction, il est possible de rejoindre Depuis la D 1508, il est possible de rejoindre Albertville située à 25 km, ville depuis laquelle on peut rejoindre l'autoroute A430 permettant de  rejoindre la combe de Savoie menant à la vallée de Maurienne ou les métropoles de Chambéry ou de Grenoble ainsi que la RN 90 qui permet de se diriger vers les stations de sports d'hiver de la vallée de la Tarentaise. En remontant vers le nord, en traversant Annecy, il est possible de rejoindre l'autoroute A41 (sortie Annecy-Sud à 25 km ou Annecy-Nord à 28 km) permettant de se rendre vers la vallée de l'Arve à l'est ou de se diriger vers Chambéry, via Aix-les-Bains à l'ouest. On peut éventuellement rejoindre l'autoroute A40, dite « Autoroute Blanche » en empruntant l'ancienne RN508 direction Frangy.
Le village ne dispose pas d'arrêt pour le service de cars journaliers assurant la liaison Annecy-Albertville par la société Philibert Transport, membre du réseau Lihsa (lignes interurbaines de Haute-Savoie). Il faut se rendre au chef-lieu de la commune voisine de Doussard. Il s'agit de la ligne 51 dont les autocars effectuent de façon quotidienne.
À partir d'Annecy, on peut se connecter au réseau ferré de la plate-forme multimodale de la gare d'Annecy. Pour les vols internationaux, on peut emprunter soit l'aéroport français de Lyon-Saint-Exupéry (145 km et 1 h 40), soit plus proche de Genève Cointrin en Suisse (70 km et 1 h).
On peut se rendre également à Annecy par bateau grâce à l'une des trois liaisons journalières proposées par la Compagnie des bateaux du lac d'Annecy à partir de la commune de Doussard.

## Urbanisme

### Typologie
Au 1er janvier 2024, Chevaline est catégorisée commune rurale à habitat dispersé, selon la nouvelle grille communale de densité à sept niveaux définie par l'Insee en 2022.
Elle appartient à l'unité urbaine d'Annecy, une agglomération intra-départementale regroupant quatorze  communes, dont elle est une commune de la banlieue,,. Par ailleurs la commune fait partie de l'aire d'attraction d'Annecy, dont elle est une commune de la couronne,. Cette aire, qui regroupe 79 communes, est catégorisée dans les aires de 200 000 à moins de 700 000 habitants,.

### Occupation des sols
L'occupation des sols de la commune, telle qu'elle ressort de la base de données européenne d’occupation biophysique des sols Corine Land Cover (CLC), est marquée par l'importance des forêts et milieux semi-naturels (94,6 % en 2018), une proportion identique à celle de 1990 (94,6 %). La répartition détaillée en 2018 est la suivante : 
forêts (60,7 %), milieux à végétation arbustive et/ou herbacée (26,1 %), espaces ouverts, sans ou avec peu de végétation (7,9 %), zones agricoles hétérogènes (2,7 %), prairies (2,3 %), zones urbanisées (0,3 %).
L'IGN met par ailleurs à disposition un outil en ligne permettant de comparer l’évolution dans le temps de l’occupation des sols de la commune (ou de territoires à des échelles différentes). Plusieurs époques sont accessibles sous forme de cartes ou photos aériennes : la carte de Cassini (XVIIIe siècle), la carte d'état-major (1820-1866) et la période actuelle (1950 à aujourd'hui).

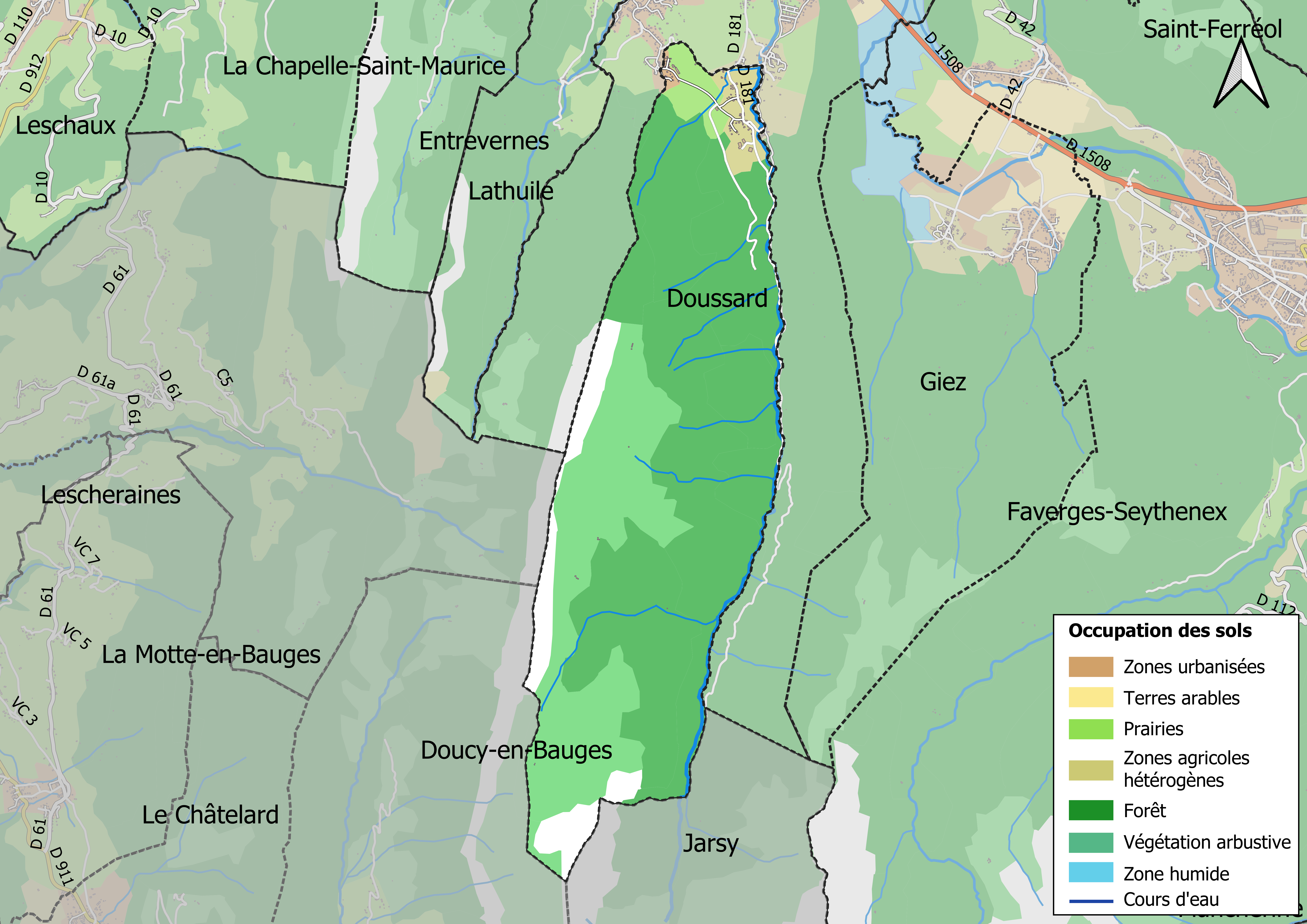
Carte des infrastructures et de l'occupation des sols en 2018 (CLC) de la commune.
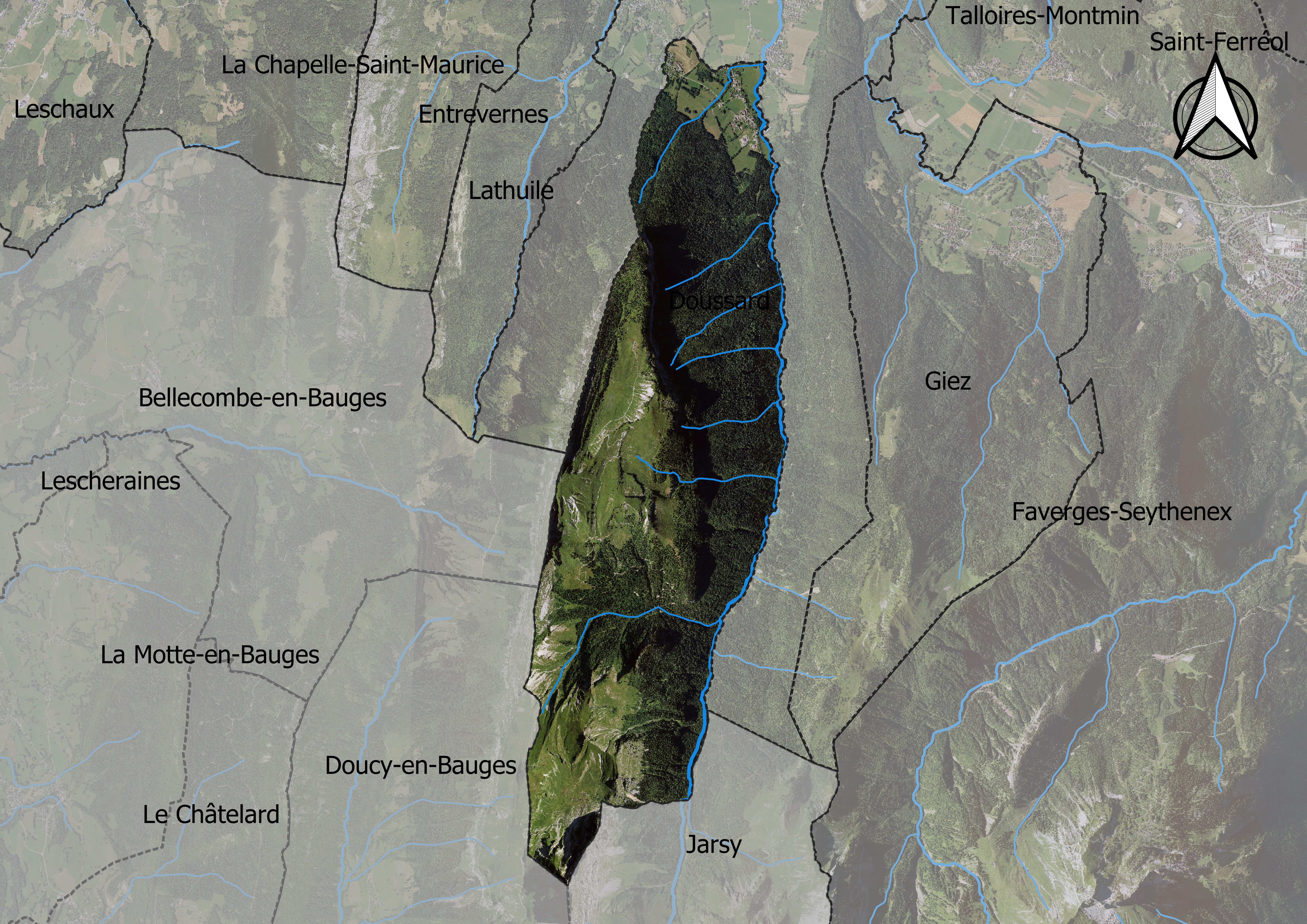
Carte orthophotogrammétrique de la commune.

#### Ressources
L'alimentation en eau potable est en situation d'affermage avec la société Veolia. Le prix de l'eau par m³ est de 1 à 1,5 € (donnée d’août 2014).
Le réseau d’assainissement est géré par le syndicat mixte du lac d'Annecy (SMLA). Les eaux de la commune sont traitées par la station d'épuration (aujourd'hui appelée UDEP, Unité de dépollution des eaux) de Siloé à Cran-Gevrier.

## Toponymie
L'existence du village est attestée à l'époque romaine sous le toponyme Cabalina. Ce nom peut avoir deux origines : soit il s'agit  d'un village fondé par Caballinus, soit le lieu servait à l'entretien de la cavalerie romaine.
On trouve la forme : Caballina sur le cartulaire de l'abbaye de Talloires de la fin du XIIe siècle- début du XIIIe siècle.
En francoprovençal, le nom de la commune s'écrit Shvalnà, selon la graphie de Conflans.
Ses habitants sont appelés les Chevalinoises et les Chevalinois.

## Histoire
L'étymologie de la commune, selon Charles Marteaux (1861-1956) de l'Académie florimontane, remonte très probablement à l'époque romaine. Des fouilles ont permis de trouver au lieu-dit Mas de Loche de nombreuses fondations de maisons d'origine de cette période. La propriété romaine aurait ainsi pu appartenir à un certain Caballinus, dont le nom aurait dérivé sous la forme Caballina.

### Période médiévale
La première mention de la paroisse remonte à une bulle du pape Eugène III de novembre 1145 qui confirme la donation à l'abbaye de Talloires,. Elle est visitée par les évêques de Genève. Les visites pastorales du XVe siècle permettent de décrire un modeste village inférieur à une quinzaine de feux. Un rapport de 1411 indique que le curé « n'a point de clerc (pour l'assister à l'office) sinon ses propres bâtards ! » Quelques années plus tard, l'église se trouve dans un état qui mérite une réfection. Lors de la visite de l'évêque François de Sales d'octobre 1607 les observations restent les mêmes.
Au Moyen Âge, le territoire de la paroisse relevait de la seigneurie de Ruange avec les paroisses de Lathuille et une partie de celle de Doussard, relevant du fief de Duingt,, mais plus de la moitié du territoire communal est possédé par la Chartreuse d'Aillon. La seigneurie de Ruange est une possession des seigneurs de Duin (Duingt). En 1311, la paroisse passe dans les possessions du comte de Genève. Lorsque le comté de Genève est acquis par la maison de Savoie en 1401, la paroisse reste dans le nouvel apanage créé dans le Genevois.
Les paroissiens rachètent leurs droits pour la somme de 2 000 livres, à leurs seigneurs, qui sont depuis la fin du XVIIe siècle la famille de Sales.

### Période contemporaine
Au XIXe siècle, l'installation d'une forge dans le village et la construction d'une route permettant d'exploiter la forêt contribuent au maintien d'une activité économique dans la commune.
Un projet de fusion entre le chef-lieu de canton, Faverges-Seythenex (7 800 habitants) et la commune voisine de Doussard (3 500 hab.), est envisagé en 2017. Les communes voisines comme Chevaline ainsi que Giez, Lathuile, Saint-Ferréol et Val-de-Chaise sont également invitées à participer au projet.

### Faits divers
Le 5 septembre 2012, quatre personnes sont assassinées par balles, sur un parking situé sur la commune de Doussard : trois touristes britanniques et un cycliste de la région, victime collatérale. L'enquête n'a pas pu déterminer le motif et les auteurs du crime. Les meurtres demeurent inexpliqués.
La découverte d'un homme sans vie aux environs de Chevaline le 2 septembre 2020, suscite des interrogations. Les enquêteurs s'interrogent pour savoir s'il y a un lien avec la tuerie de Chevaline huit ans plus tôt. Après investigations, il s'avère que l'homme retrouvé mort s'est suicidé.

## Politique et administration

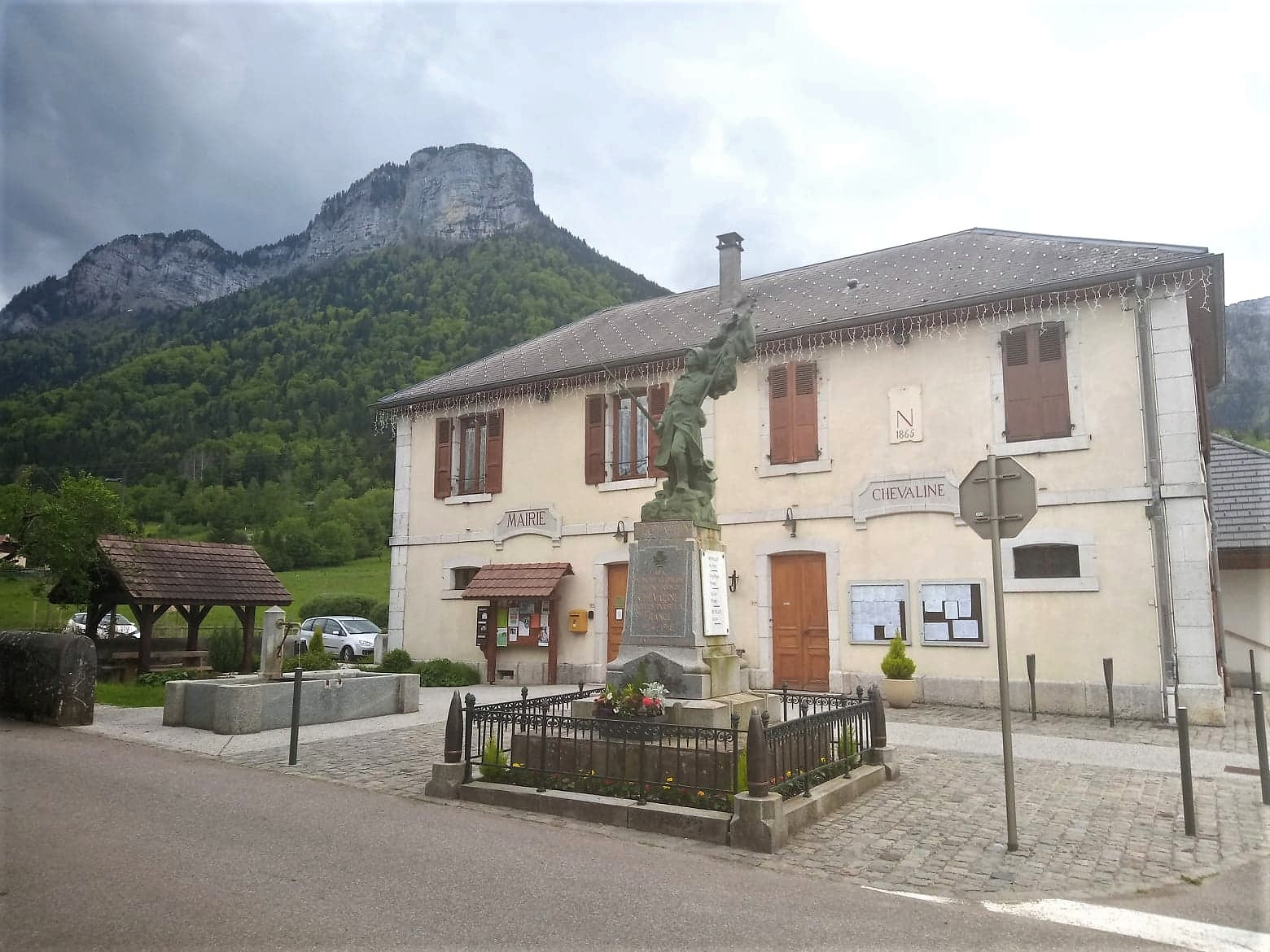
La mairie et le monument aux morts dominés par la montagne du Charbon.

### Situation administrative
La commune appartient au Canton de Faverges-Seythenex, qui depuis le redécoupage cantonal de 2014, est composé de 24 communes. La ville de Faverges-Seythenex en est le bureau centralisateur.
Elle est aussi membre de la communauté de communes des Sources du Lac d'Annecy (ex-CC du pays de Faverges), et qui comporte six autres communes du Pays de Faverges. Elles font suite à l'ancien SIVOM de Faverges, depuis l'an 2000.
La commune relève de l'arrondissement d'Annecy et de la deuxième circonscription de la Haute-Savoie.

### Liste des maires
| Période                                  | Période   | Identité               | Étiquette | Qualité |
| ---------------------------------------- | --------- | ---------------------- | --------- | ------- |
| Les données manquantes sont à compléter. |           |                        |           |         |
| mars 2001                                | mars 2008 | Bruno Domenge-Chenal   | ...       | ...     |
| mars 2008                                | mars 2014 | Didier Berthollet      | ...       | ...     |
| mars 2014                                | mai 2020  | Marc Lledo             | ...       | ...     |
| mai 2020                                 | En cours  | Michèle Domenge-Chenal | ...       | ...     |

## Population et société

### Démographie
L'évolution du nombre d'habitants est connue à travers les recensements de la population effectués dans la commune depuis 1800. Pour les communes de moins de 10 000 habitants, une enquête de recensement portant sur toute la population est réalisée tous les cinq ans, les populations de référence des années intermédiaires étant quant à elles estimées par interpolation ou extrapolation. Pour la commune, le premier recensement exhaustif entrant dans le cadre du nouveau dispositif a été réalisé en 2006.

En 2022, la commune comptait 182 habitants, en évolution de −8,54 % par rapport à 2016 (Haute-Savoie : +6,01 %, France hors Mayotte : +2,11 %).
| 1800 | 1806 | 1822 | 1838 | 1848 | 1858 | 1861 | 1866 | 1872 |
| ---- | ---- | ---- | ---- | ---- | ---- | ---- | ---- | ---- |
| 132  | 133  | 148  | 178  | 182  | 162  | 152  | 154  | 159  |

| 1876 | 1881 | 1886 | 1891 | 1896 | 1901 | 1906 | 1911 | 1921 |
| ---- | ---- | ---- | ---- | ---- | ---- | ---- | ---- | ---- |
| 149  | 159  | 157  | 154  | 137  | 136  | 124  | 94   | 88   |

| 1926 | 1931 | 1936 | 1946 | 1954 | 1962 | 1968 | 1975 | 1982 |
| ---- | ---- | ---- | ---- | ---- | ---- | ---- | ---- | ---- |
| 68   | 64   | 73   | 88   | 70   | 78   | 66   | 69   | 73   |

| 1990 | 1999 | 2006 | 2011 | 2016 | 2021 | 2022 | - | - |
| ---- | ---- | ---- | ---- | ---- | ---- | ---- | - | - |
| 135  | 196  | 208  | 203  | 199  | 189  | 182  | - | - |

En 1801, Chevaline compte 132 habitants. L'optimum démographique est atteint en 1846, Chevaline compte alors 182 habitants.

### Santé
La commune de Chevaline est attachée au « Bassin 74104 : Doussard » avec la commune de Chevaline. Ce dernier, en 2008, avait cinq médecins généralistes installés sur la commune, en 2012, ils ne sont plus que quatre, tous situés sur la commune de Doussard. La desserte médicale du bassin est estimée en septembre 2012 à 1 médecin généraliste pour 1 241 hab. (soit légèrement inférieur à la moyenne rhônalpine). D'autres services liés à la santé sont aussi implantés à Doussard, un dentiste, des infirmiers, des kinésithérapeutes, ainsi qu'une pharmacie.
Le bassin possède également une maison de retraite.
La commune de Chevaline est rattachée au service d'urgences du centre hospitalier Annecy Genevois. Anciennement idéalement placé du côté des Marquisats à Annecy, sur la RD 1508, ce dernier a dès lors déménagé en 2008 du côté de Metz-Tessy, obligeant la traversée de l'agglomération. Du côté d'Albertville, dans le département voisin, on peut également avoir accès au service du centre hospitalier intercommunal Albertville-Moûtiers.

### Enseignement
La commune de Chevaline est située dans l'académie de Grenoble. Ne possédant aucun établissement scolaire, les élèves suivent leur scolarité dans la commune voisine de Doussard.
La poursuite des études se fait au collège public Jean-Lachenal de Faverges. Certains élèves se rendent au collège de Saint-Jorioz ou dans les établissements privés du bassin annécien.
Les futurs lycéens poursuivent leurs études, selon leurs options, dans l'un des lycées d'Annecy (lycée Gabriel-Fauré ou lycée professionnel Germain-Sommeiller, parfois le lycée Berthollet ou le lycée privé Saint-Michel). Certains optent toutefois pour l'un des enseignements d'établissements des villes du département savoyard voisin (lycée polyvalent René-Perrin d'Ugine ou lycée général et technologique privé Jeanne-d'Arc d'Albertville).
La ville de Faverges possède cependant un établissement préparant différents diplômes dans son lycée professionnel privé La Fontaine : C.A.P. (Esthétique-cosmétique, coiffure, dessinateur en communication graphique) ; B.P. (esthétique en alternance) ainsi que B.E.P. (Bio-services, carrières sanitaires et sociales, vente action marchande) ou encore Bac Pro (artisanat et métier d’arts option communication graphique, commerce, vente). On trouve également à Faverges, un institut médico-éducatif/SESSAD Guy Yver.

### Médias

#### Radios et télévisions
La commune est couverte par des antennes locales de radios dont France Bleu Pays de Savoie, ODS Radio, Radio Semnoz... Enfin, la chaîne de télévision locale TV8 Mont-Blanc diffuse des émissions sur les pays de Savoie. Régulièrement l'émission La Place du village expose la vie locale du bassin annécien. France 3 et son décrochage France 3 Alpes, peuvent parfois relater les faits de vie de la commune.

#### Presse et magazines
La presse écrite locale est représentée par des titres comme Le Dauphiné libéré, L'Essor savoyard, Le Messager - édition Genevois, le Courrier savoyard.

### Cultes
L'ancienne paroisse de Chevaline était dédiée à saint Martin. La commune est désormais intégrée à la paroisse Saint-Joseph en pays de Faverges, qui fait partie du doyenné de la Tournette, dont le siège se trouve à Faverges. Elle se trouve dans le diocèse d'Annecy. Le culte catholique est célébré dans l'église de Doussard ou Lathuile.

## Culture locale et patrimoine

### Lieux et monuments
La commune ne compte aucun monument répertorié à l'inventaire des monuments historiques et aucun répertorié à l'inventaire général du patrimoine culturel. Par ailleurs, elle compte un objet répertorié à l'inventaire des monuments historiques et aucun répertorié à l'inventaire général du patrimoine culturel.

#### Patrimoine architectural

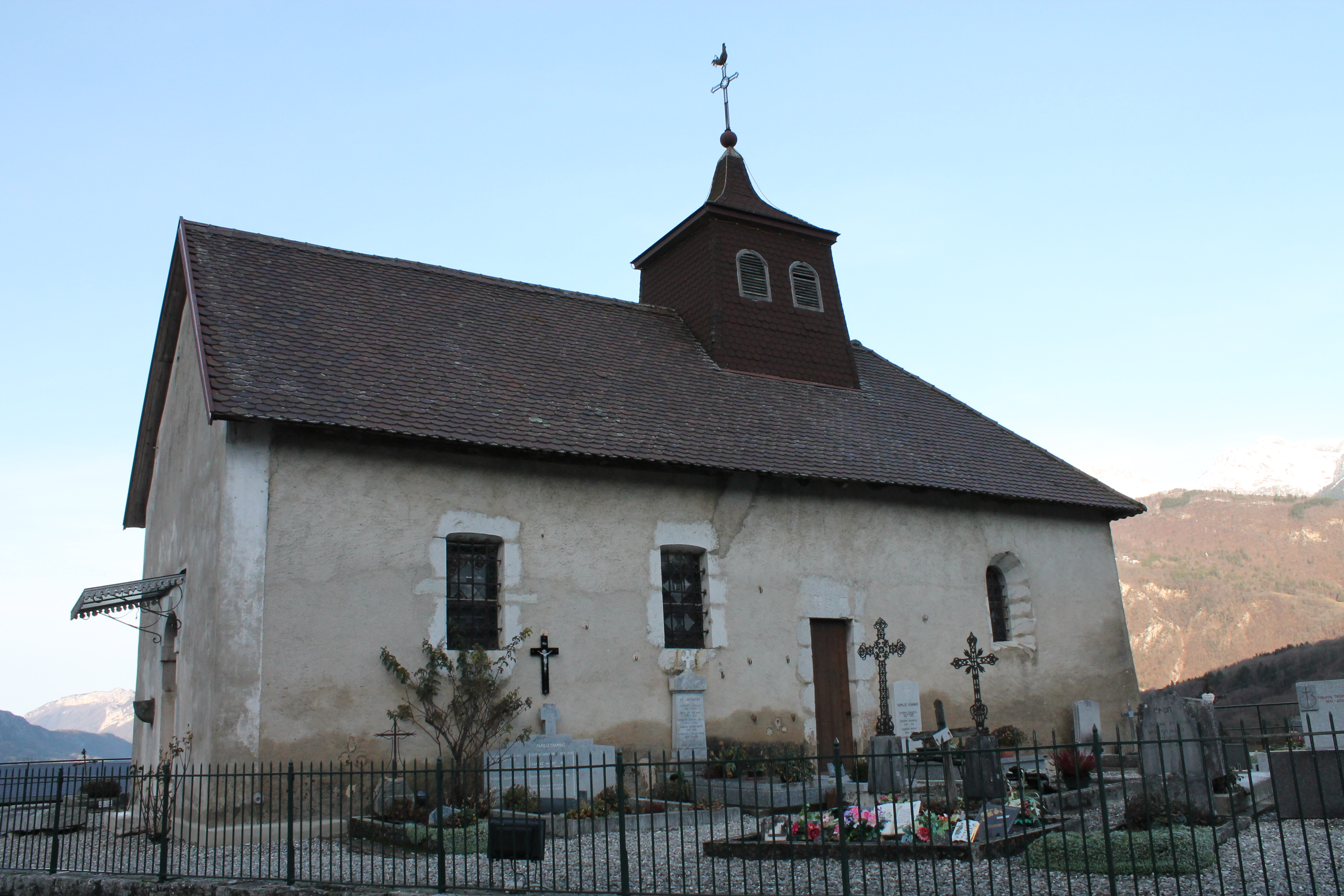
L'église Saint-Martin, datée du XVII.

- Vestiges d'une villa gallo-romaine dans le village de Loche.
- Église dédiée à saint Martin, datée du XVIIe siècle par Raymond Oursel[41]. Cependant il est parfois indiqué qu'elle date du XIIe siècle. On parle d'ailleurs aujourd'hui de « chapelle »[42]. Elle contient un antependium en cuir de Cordoue ;
- Mairie-École (1865, puis extension fin du XIXe siècle), selon les plans de l'architecte annécien Camille Ruphy[43] ;
- La croix du Roy située en bordure de falaise de la montagne du Charbon, à 1 711 m. Cette croix provient du clocher de l'église de Doussard, qui prit la foudre en 1967[44].
- Le monument aux morts de la guerre 1914-1918[45] implanté devant la mairie, mettant en scène une statue en bronze du modèle : Le Poilu mourant en défendant le Drapeau (1923).

#### Patrimoine rural
La commune possède par ailleurs un petit patrimoine hérité de son passé agro-pastoral (chalets d'alpages comme ceux du Rosay ou de la montagne du Charbon, dont certains sont toujours en activité, parfois en friche ou réaménagé en logements, qui a fait l'objet d'études par la direction de la Culture de la région Rhône-Alpes dans sa série « Les dossiers de l'inventaire » (Études sur le patrimoine). Ce ne sont pas moins de 17 édifices (chalets, fontaines, fermes ou encore petit patrimoine religieux) qui ont ainsi retenu une certaine attention.

### Patrimoine naturel
La commune appartient au parc naturel régional du massif des Bauges, qui a obtenu en septembre 2011 le label international soutenu par l’UNESCO, Geopark, devenant ainsi la 1re réserve cynégétique (faune sauvage) et 3e Géopark de France (87e mondial) Ce label récompense la politique du parc de promotion de la richesse géologique du massif des Bauges.
La commune en tant que membre du parc naturel régional inscrit une partie de son territoire dans les « espaces protégés et gérés » et au site « site Natura 2000 » de la « Partie orientale du Massif des Bauges ». Elle possède par ailleurs trois espaces classés zone naturelle d'intérêt écologique, faunistique et floristique (ZNIEFF) avec la « Montagne du Charbon », de type I, intégrée au site Natura 2000 de la partie orientale des Bauges, les versants de la commune appartenant aux « Massifs orientaux des Bauges » et « Bois de Pré Poirier et du Pré Lamy ».
- Cascade du Creux de l'Enfer.

### Héraldique
| Blason de Chevaline | Blason  | De gueules à la croix d'argent, à un ours rampant de tenné brochant ; chaussé d'or chargé de deux sapins de sinople. |
| Blason de Chevaline | Détails | Le statut officiel du blason reste à déterminer.                                                                     |